# Němčice nad Hanou
Němčice nad Hanou (niem. Niemtschitz) — miasto w Czechach, w kraju ołomunieckim.
31 grudnia 2003 powierzchnia miasta wynosiła 1202 ha, a liczba jego mieszkańców 2095 osób.
Miasto położone jest w morawskim regionie Haná.
W mieście jest stacja kolejowa Němčice nad Hanou.

## Demografia
| Rok             | 1970  | 1980  | 1991  | 2001  | 2003  |
| --------------- | ----- | ----- | ----- | ----- | ----- |
| Liczba ludności | 2 035 | 2 221 | 2 055 | 2 110 | 2 095 |

Źródło: Czeski Urząd Statystyczny